# Giovanna della Scala
Johana Scaligerová, italsky Giovanna della Scala v německém prostředí Johanna von der Leiter (2. května 1574 – 17. srpna 1644, Tittmoning) byla česko-rakouská šlechtična původem z italského rodu Scaligerů.

## Život

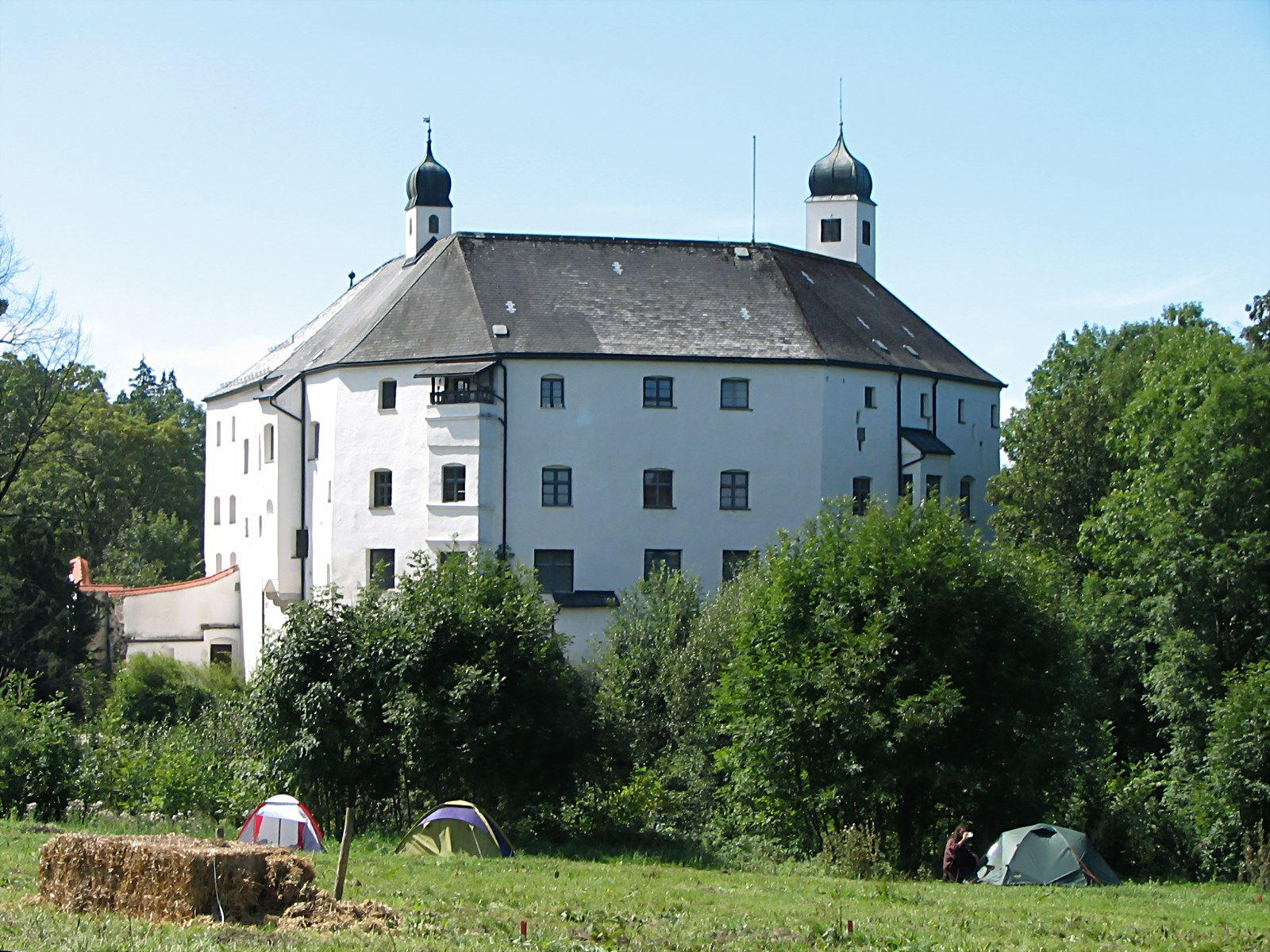
Hrad Amerang

Johana Scaligerová pocházela ze šlechtického rodu Scaligerů z Verony, konkrétně jeho z německé linie, kterou založil Vilém ze Scaly (Guglielmo della Scala). byla dcerou Giovanniho Vermunda (* 25. června 1571 - 24. dubna 1592), pána z Amerangu, a Alžběty z Thurnu a Taxisu († 29. ledna 1579) ze Salzburgu.
Johana byla pramátí dvou z nejvýznamnějších rodin ve Svaté říši:
- knížat z Ditrichštejna a Mikulova na jižní Moravě: Johana, coby dědička hradu Amerang, se dne 18. května 1600 provdala za Zikmunda II. z Ditrichštejna (1560-1602), z jejichž svazku se narodil syn Maxmilián (1596-1655).
- knížat z Lambergu: Ve druhém manželství z 25. listopadu 1607 v Kroměříži se Johana provdala za barona Jiřího Zikmunda z Lamberka (1565-1632), hejtmana Horních Rakous. Narodil se jim syn Jan Maxmilián z Lamberka (1608-1682).